# Орлинс (Вермонт)
Орлинс (енгл. Orleans) град је у америчкој савезној држави Вермонт.

## Демографија
По попису из 2010. године број становника је 818, што је 8 (-1,0%) становника мање него 2000. године.
| Група             | 2000.       | 2010.       |
| Белци             | 808 (97,8%) | 762 (93,2%) |
| Афроамериканци    | 1 (0,1%)    | 12 (1,5%)   |
| Азијати           | 4 (0,5%)    | 4 (0,5%)    |
| Хиспаноамериканци | 3 (0,4%)    | 17 (2,1%)   |
| Укупно            | 826         | 818         |